# Janusz Stefan Kubiak
Janusz Stefan Kubiak (ur. 5 kwietnia 1934 w Tczewie, zm. 27 grudnia 1982 w Warszawie) – historyk sztuki i urbanista.

## Życiorys
Urodził się w Tczewie jako najmłodszy syn Franciszka Kubiaka i Cecylii z Damięckich. Był bratem Zygmunta Kubiaka – filologa klasycznego, pisarza i tłumacza, oraz Tadeusza Kubiaka – poety. Od 1939 mieszkał na warszawskich Grochowie w domu rodzinnym matki.
W 1951 ukończył Państwowe Liceum Ogólnokształcące i rozpoczął studia historii sztuki na Uniwersytecie Warszawskim. W 1955 obronił pracę magisterską pt. „Dwa późnogotyckie ołtarze w Warty”. W latach 1963–1965 był słuchaczem Podyplomowego Studium Planowanie Przestrzennego przy Wydziale Architektury Politechniki Warszawskiej. Dyplom uzyskał w 1967. W latach 1977–1978 odbył podyplomowy kurs metodologii badań nad sztuką w Instytucie Historii Sztuki Uniwersytetu Jagiellońskiego. W 1977 otworzył przewód doktorski w Instytucie Sztuki PAN w Warszawie. Rozprawę zatytułowaną „Koncepcja urbanistyczna XIX-wiecznego miasta na przykładzie Żyrardowa – interpretacja i program konserwatorski” prowadził prof. Witold Krassowski. Pracy jednak nie ukończył (głównie z powodów rodzinnych).

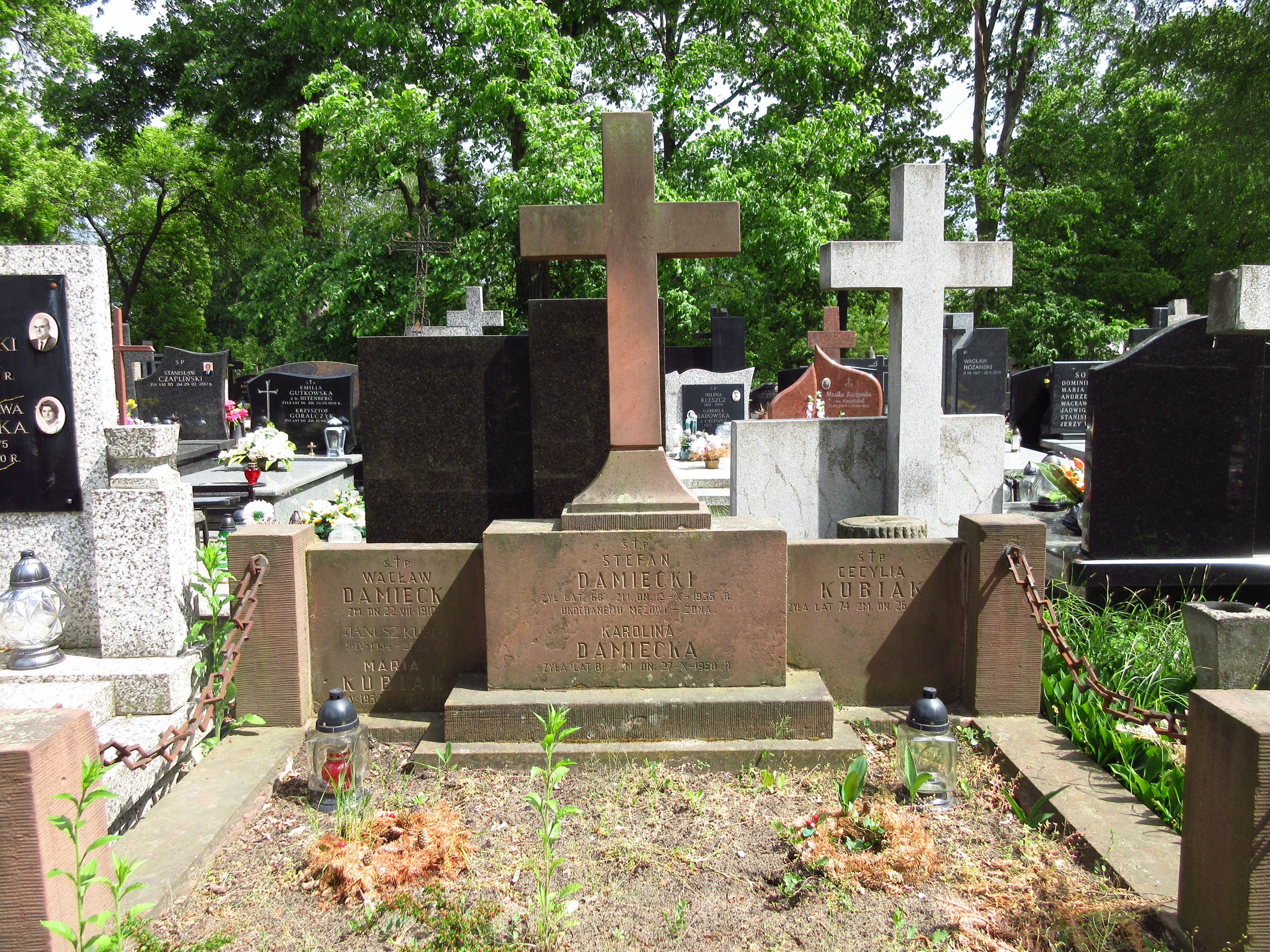
Grób Janusza Kubiaka na Cmentarzu Bródnowskim.

16 czerwca 1959 poślubił Barbarę Marię z Hebdzyńskich, zmarłą w 1978. 5 stycznia 1980 zawarł związek małżeński z Marią Barbarą z Kozłowiczów. Zmarł niespodziewanie 27 grudnia 1982 w wyniku zawału serca. Został pochowany w grobie rodzinnym Damięckich na cmentarzu św. Wincentego w Warszawie (kwatera 23E-4-24). Pozostawił po sobie syna Wojciecha (ur. 1962), historyka sztuki i muzyka.

## Praca zawodowa
W latach 1955–1960 pracował w Redakcji Zagranicznej Polskiego Radia. Od 1960 podjął pracę w Przedsiębiorstwie Państwowym Pracownie Konserwacji Zabytków w Warszawie, gdzie pracował do śmierci. Lata 1960–1976 spędził w Pracowni Dokumentacji Naukowo-Historycznej Oddziału Warszawskiego PKZ (w latach 1970–1976 będąc jej kierownikiem).
Od 1974 był wykładowcą na Podyplomowym Studium Konserwatorskim przy Wydziale Architektury Politechniki Warszawskiej. Od 1976 pracował w zarządzie PKZ na stanowisku specjalisty do spraw badań historycznych. W 1980 powierzono mu zorganizowanie i poprowadzenie Pracowni Badań Urbanistycznych przy nowo powstałym Zakładzie Badawczo-Rozwojowym PKZ. Pracownią tą kierował do śmierci.
Janusz Kubiak był członkiem Stowarzyszenia Historyków Sztuki i Towarzystwa Urbanistów Polskich. W latach 1967–1969 pełnił funkcję sekretarza Zarządu Oddziału Warszawskiego SHS. Od 1977 był członkiem Zarządu tego oddziału, zaś w latach 1979–1980 jego prezesem. W 1980 wstąpił do NSZZ „Solidarność”, zaś w 1981 roku został członkiem Rady Pracowniczej Oddziału Badań i Konserwacji PP. PKZ w Warszawie. Był członkiem redakcji „Ochrony Zabytków” i „Spotkania z Zabytkami”.

## Dorobek zawodowy
Janusz Kubiak jest autorem licznych prac poświęconych zagadnieniom historyczno-urbanistycznym. Dorobek konserwatorski Kubiaka w zakresie badań i studiów nad urbanistyką zamyka się liczbą 61 dokumentacji nieopublikowanych oraz 40 opracowań i artykułów publikowanych począwszy od 1965.
W latach 60. w centrum zainteresowania Kubiaka były małe ośrodki miejskie na wschodnich obszarach Polski oraz na Kielecczyźnie. Lata 70. to badania na terenie Mazowsza i Podlasia. Do ostatnich prac Kubiaka należały: „Podkowa Leśna. Studium historyczno-urbanistyczne” opracowane wraz z K. Rudzińskim, „Dokumentacja historyczno-urbanistyczna zespołu Walcowni Metali Warszawa” (d. Norblin, Bracia Buch i T. Werner) opracowana wraz z T. Szyburską, czy przygotowanie rozdziału poświęconego Tykocinowi do pierwszego tomu „Zabytków urbanistyki i architektury w Polsce” pod redakcją prof. W. Kalinowskiego, wydanego w 1986 r.
Wielokrotnie nagradzany za swoją pracę zawodową, m.in. odznaka „Zasłużonego Działacza Kultury” oraz nagroda zespołowa Ministra Kultury i Sztuki za pracę „Dokumentacja konserwatorska urbanistyczno-architektoniczna Żyrardowa (opracowana wspólnie z A. Gryciukową i T. Szyburską). Obecnie jego prace znajdują się w zasobach Narodowego Instytutu Dziedzictwa.

## Wybrane miejsca prac badawczych i konserwatorskich
Zespół pałacowy Zamoyskich w Klemensowie, Kraśnik, Nowa Słupia, Siemiatycze, Białowieża, Tykocin, Żyrardów, Drohiczyn, Czersk, Łomża, Rawa Mazowiecka, Zamość, Chęciny, Podkowa Leśna, zamek biskupi w Janowie Podlaskim, kościół i klasztor podominikański w Sejnach, pałac w Serebryszczu, zespół pokamedulski w Wigrach, zespół pałacowy w Kurozwękach, zamek Ogrodzieniec.

## Prace
- Nieznany plan parku Klemensowskiego z 1806
- Kościół i klasztor pobernardyński w Złoczewie
- Uwagi dotyczące „Wytycznych do opracowania problematyki ochrony wartości kulturowych w planach zagospodarowania przestrzennego”
- Dawna Fabryka Norblina w Warszawie – szopa na rowery czy katedra w Lincoln?
- „Architektura miast przemysłowych drugiej połowy XIX w. Jej historyczne i współczesne problemy” – sympozjum w Łodzi
- Urbanistyka i architektura Żyrardowa: jej wartość i problemy konserwatorskie
- Żyrardów, miasto fabryczne – pokaz w Warszawie
- Rawa Mazowiecka – program konserwatorski
- Dziedzictwo czy narzędzie? Warszawiak o ratowaniu Krakowa
- Urbanistyka Podkowy Leśnej
- Teraźniejszość rzeczy minionych
- Konserwować czy restaurować?
- Sandomierz – 1000 lat[6]